# Mao Ỷ
Mao Ỷ (chữ Hán:毛扆; 1640 – 1713) tự Phủ Quý, quê Thường Thục, Giang Tô, là nhà tàng thư thời Thanh.
Ông là con út của Mao Tấn, sinh vào năm Sùng Trinh thứ 13 (1640), cưới con gái của Lục Di Điển làm vợ, tinh thông kinh Tiểu học. Từng hiệu đính Thi từ tạp trở (诗词杂俎) do Mao Tấn biên soạn, rồi cùng với Lục Di Điển đính chính Kim thuyên tập (金荃集) tại gác Cấp Cổ. Nhà ông có tới 200 thợ sao chép sách trong gác Cấp Cổ khiến Hà Trác ngưỡng mộ rất nhiều. 
Vào những năm cuối đời, vì nghèo đói và bệnh tật, ông đành phải bán hơn 500 loại sách quý hiếm, chính vì vậy mà ông biên soạn cuốn Cấp Cổ các bí bản thư mục (汲古阁秘本书目) nhằm ghi chép lại danh sách những cuốn sách bán được. Ông qua đời năm Khang Hy thứ 52 (1713). Trứ tác để lại mỗi cuốn Cấp Cổ các bí bản thư mục.